# میوه ۱۵۶۰۴
سیارک ۱۵۶۰۴ (به انگلیسی: 15604 Fruits، نامگذاری:2000GT108) پانزده هزار و ششصد و چهارمین سیارک کشف شده‌است که در ۷ آوریل ۲۰۰۰ کشف شد.
قدر مطلق سیارک برابر ۱۷.۸ است.